# Wendelin Wiedeking
Wendelin Wiedeking (* 28. srpna 1952, Ahlen, Německo) je bývalý vrcholný představitel německé automobilky Porsche. V roce 1991 se stal členem správní rady Porsche, v letech 1993 až 2009 byl generálním ředitelem. Pod jeho vedením zaznamenalo Porsche významný nárůst objemu roční produkce. V letech 2006 až 2009 byl také členem dozorčí rady Volkswagenu a prezidentem Porsche. V červenci 2009 byl ze svých funkcí odvolán – byl kritizován za to, že svou snahou o převzetí koncernu Volkswagen automobilku Porsche příliš zadlužil. Při svém odchodu získal odstupné 50 mil. eur, z čehož polovinu získá dobročinná nadace.
Za svoji práci získal Wiedeking řadu manažerských ocenění[zdroj?].